# Fateh-110
El Fateh-110 (persa: فاتح-۱۱۰ "conquistador"), también conocido como NP-110 es un misil balístico táctico tierra-tierra de combustible sólido iraní producido por la Organización de Industrias Aeroespaciales de Irán desde 2002. Es de una sola etapa, móvil en carretera y puede transportar ojivas altamente explosivas de hasta 500 kg. Se desarrolló en cuatro generaciones mejorando sucesivamente el alcance y la precisión. En la última versión, tiene un alcance de 300 km y una "precisión milimétrica" (un CEP inferior a 10 m).
El Fateh-110 se desarrolló a partir del cohete de artillería no guiado Zelzal-2 de Irán, esencialmente añadiendo un sistema de guía. El Fateh-110 también se construye bajo licencia en Siria como el M-600. El misil ha sido utilizado en la Guerra Civil Siria por Irán y Siria. Además de su uso confirmado por estos dos países, se informa ampliamente que el Fateh-110 ha sido exportado a Hezbolá en el Líbano.